# North Palm Beach
North Palm Beach est une ville américaine située dans le comté de Palm Beach en Floride. Le village a remporté un prix de la National Association of Home Builders en tant que meilleure communauté planifiée de 1956.

## Démographie
| 1960  | 1970  | 1980   | 1990   | 2000   | 2010   |
| ----- | ----- | ------ | ------ | ------ | ------ |
| 2 684 | 9 035 | 11 344 | 11 343 | 12 064 | 12 015 |

En 2010, sa population est de 12 015 habitants.

## Source de la traduction
- (en) Cet article est partiellement ou en totalité issu de l’article de Wikipédia en anglais intitulé « North Palm Beach, Florida » (voir la liste des auteurs).